# Thịt cá hồi
Thịt cá hồi là một loại thực phẩm phổ biến và bổ dưỡng. Sản phẩm từ thịt cá hồi được cho là rất bổ ích cho sức khỏe, việc nuôi cá hồi nhằm cung cấp các sản phẩm thịt cho con người ở nhiều quốc gia và có giá trị kinh tế lớn. Được đánh giá là một thực phẩm bổ dưỡng, thịt cá hồi được tiêu thụ rộng rãi trên thế giới, tuy nhiên cũng cần thận trong vì cá hồi dễ bị nhiễm bệnh và ký sinh.

## Đặc điểm
Cá hồi được phân loại như một loại cá béo và được coi là loại thực phẩm lành mạnh do hàm lượng protein của cá cao, các axit béo omega-3 cao, và vitamin D cao. Thịt cá hồi cũng là một nguồn gốc của cholesterol tốt, với một loạt từ 23–214 mg/100 g tùy thuộc vào loài. Thịt cá hồi vừa ngon, vừa không sợ béo. các loại axit béo omega-3 chứa trong cá hồi mang lại nhiều lợi ích cho sức khỏe như: chống các dấu hiệu lão hóa, giảm mức cholesterol và huyết áp, kéo giảm nguy cơ bị đột quỵ, giúp giảm đau và cứng khớp gây ra bởi viêm khớp...
Ngoài ra, protein có trong cá hồi còn giúp thành lập và phục hồi các mô cơ bắp và tất cả các tế bào trong cơ thể. Thịt cá hồi có thể giảm tác hại của thuốc lá, Axit béo Omega-3 có khả năng hạn chế tác tại gây ra bởi thuốc lá, Cá hồi là một trong các loại cá giàu axit béo Omega-3. Viện tim mạch Hoa Kỳ khuyến khích những người không có lịch sử bệnh tim mạch cũng nên tiêu thụ các loài cá nhất là các loại cá béo chứa nhiều chất béo, giàu Omega-3 như cá kiếm, cá mòi, cá hồi và cá trích ít nhất 2 lần một tuần.
Thịt cá hồi thịt nói chung là có dạng từ màu da cam sang màu đỏ, mặc dù có một số ví dụ về cá hồi hoang dã có thịt trắng. Màu tự nhiên của cá hồi kết quả từ sắc tố, chủ yếu là astaxanthin mà còn canthaxanthin trong xác thịt. Cá hồi hoang dã có được những carotenoid do chúng ăn nhuyễn thể và tôm cua nhỏ khác. Vì người tiêu dùng đã cho thấy một sự miễn cưỡng khi mua cá hồi thịt trắng, astaxanthin (E161j), và rất tỉ mỉ về canthaxanthin (E161g), được thêm vào như màu nhân tạo trong thức ăn của cá hồi nuôi, bởi vì chế độ ăn chuẩn bị không tự nhiên có chứa các sắc tố.
Trong hầu hết các trường hợp, astaxanthin được thực hiện hóa học, nói cách khác nó được chiết xuất từ bột tôm. Một khả năng khác là việc sử dụng men đỏ khô, cung cấp các sắc tố tương tự. Tuy nhiên, hỗn hợp tổng hợp là lựa chọn ít tốn kém nhất. Astaxanthin là một chất chống oxy hóa mạnh, kích thích sự phát triển của hệ thần kinh cá khỏe mạnh và tăng cường khả năng sinh sản của cá cũng như tốc độ tăng trưởng. Canthaxanthin có thể có tác động tiêu cực đối với mắt người, tích tụ trong võng mạc ở mức độ cao.
Hiện nay, nồng độ carotenoid (chủ yếu là canthaxanthin và astaxanthin) vượt quá 8 mg/kg thịt. Quy mô này là cụ thể để đo màu hồng do astaxanthin và không dành cho những sắc màu cam thu được với canthaxanthin. Sự phát triển của hoạt động chế biến và lưu trữ, mà có thể gây hại trên canthaxanthin tập trung vào xác thịt, đã dẫn đến một số lượng tăng lên của các sắc tố được bổ sung vào chế độ ăn uống để bù đắp cho những ảnh hưởng suy thoái của chế biến. Trong cá tự nhiên, lượng carotenoid lên đến 25 mg, nhưng mức độ canthaxanthin là, ngược lại, nhỏ hơn.

## Chế biến
Một nguyên tắc đơn giản là phần lớn các loại cá hồi Đại Tây Dương có sẵn trên thị trường thế giới được nuôi (gần 99%), trong khi phần lớn cá hồi Thái Bình Dương là hoang dã (lớn hơn 80%). Cá hồi đóng hộp ở Mỹ thường là đánh bắt cá hồi hoang dã Thái Bình Dương, mặc dù một số cá hồi nuôi có sẵn ở dạng đóng hộp. Cá hồi hun khói là một phương pháp chuẩn bị phổ biến, và có thể là nóng hoặc lạnh hun khói.

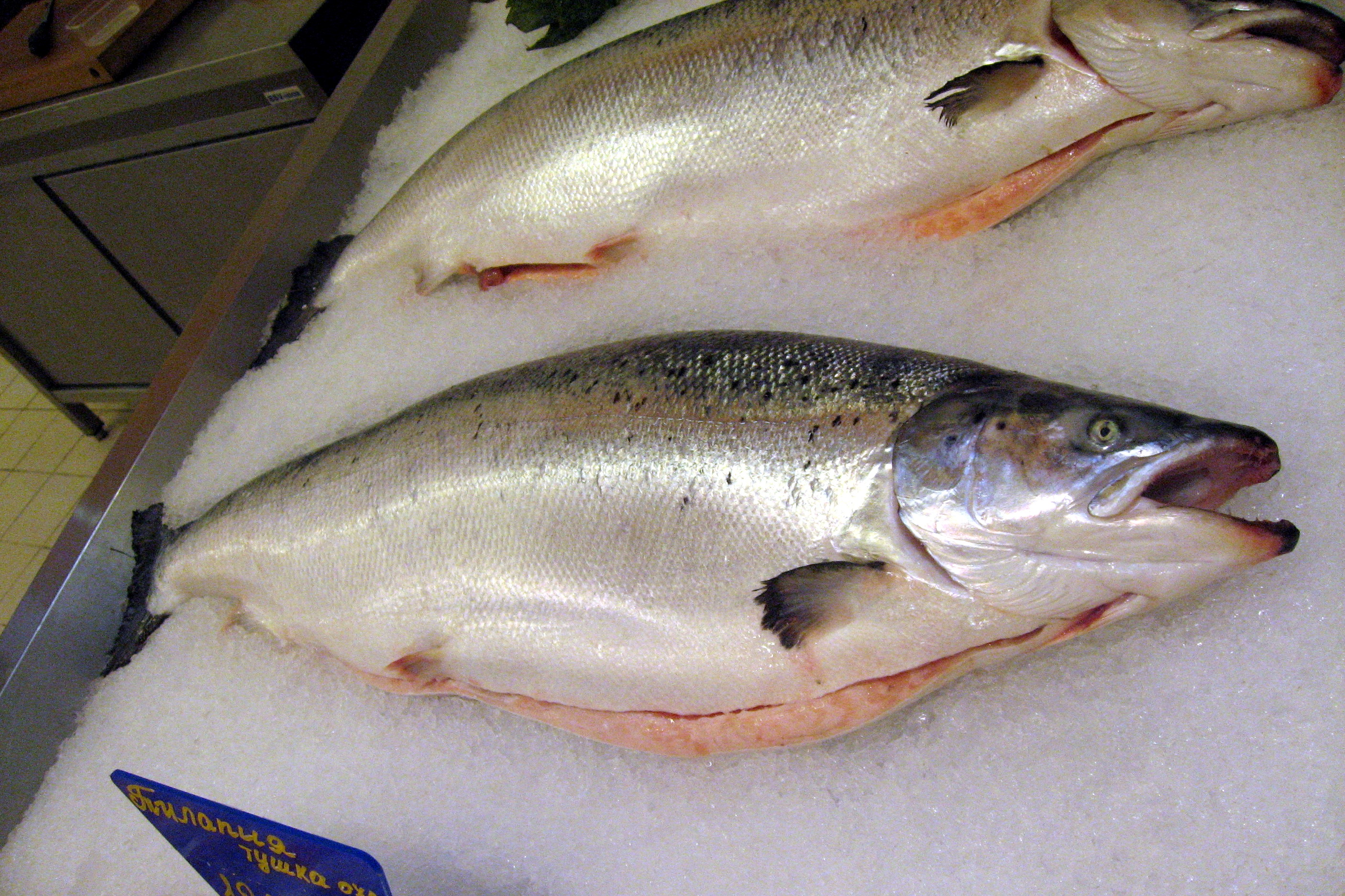
Cá hồi đông lanh

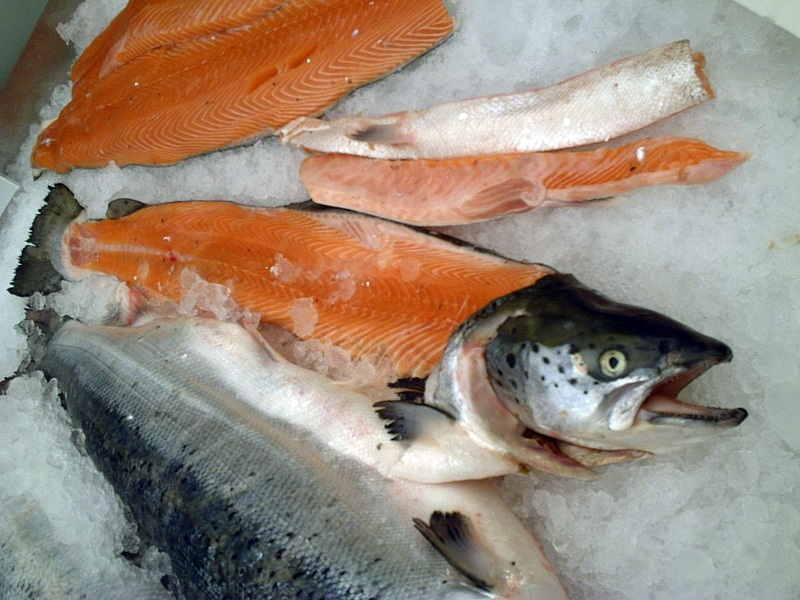
Từng miếng thịt cá hồi

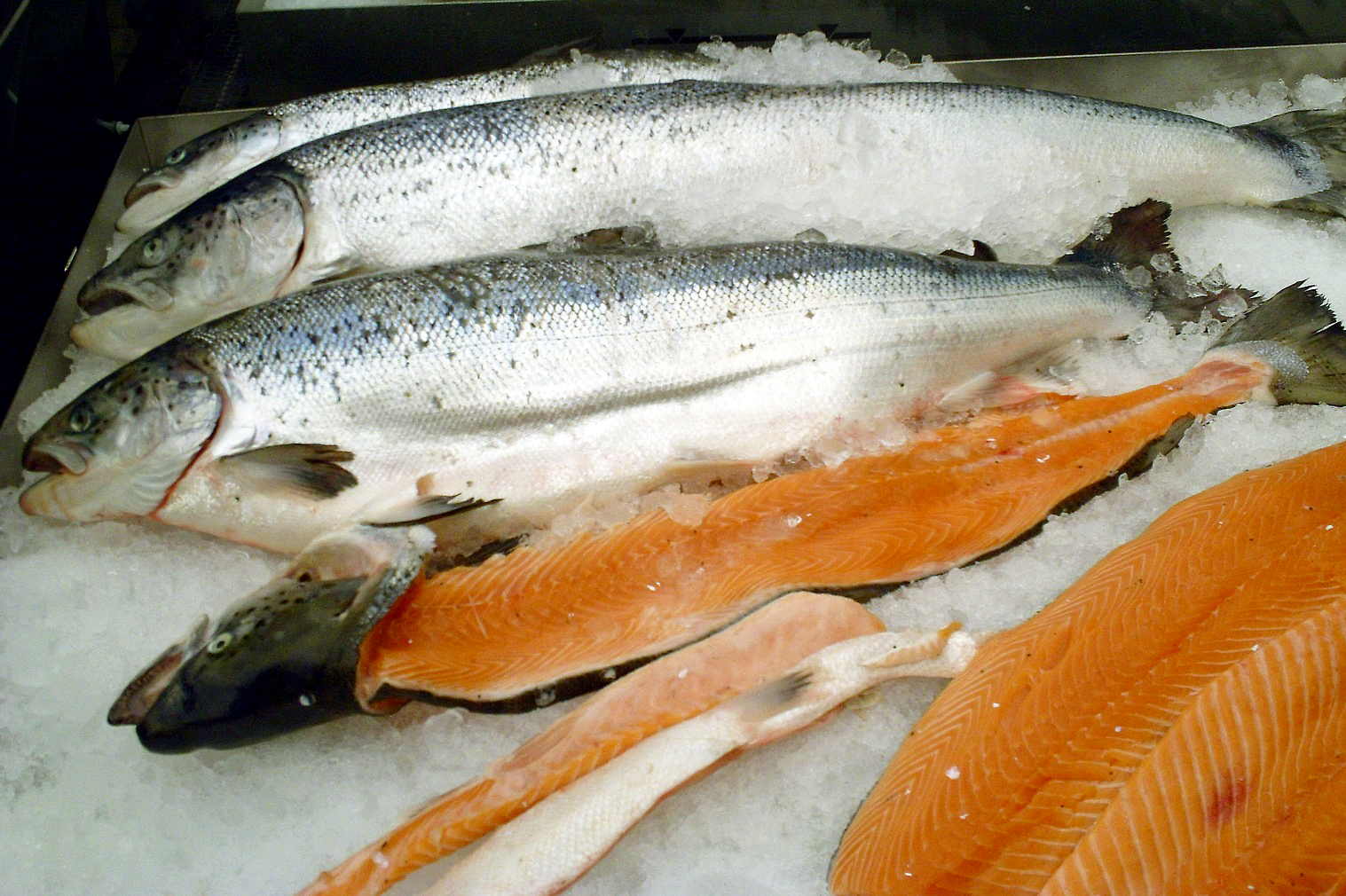
Miếng thịt cá hồi

Cá hồi đóng hộp truyền thống bao gồm một số da (đó là vô hại) và xương (có bổ sung thêm calci). Da, bỏ xương đóng hộp cá hồi cũng có sẵn. Trước khi sự sẵn có của điện lạnh, Nhật Bản đã không tiêu thụ nguyên liệu cá hồi. Loại bình thường của cá hồi nấu chín chứa 500–1500 mg DHA và EPA 300–1000 mg mỗi 100 gram. Không giống như các loài cá nuôi phổ biến nhất, xương của cá hồi cũng được ăn vì chúng thường khá mỏng và không khó khăn.
Cá hồi là một loại thực phẩm tốt cho sức khỏe mọi lứa tuổi, cá hồi có thể chế biến thành nhiều món như lẩu, gỏi, nướng Món cá hồi không chỉ được ăn sống hay cuốn sushi mà còn có thể được viên rán, rất dễ ăn, thơm mềm và thuận tiện khi mang đi ăn trưa, khi nướng xong cá sẽ có màu nâu vàng đẹp mắt và không bị béo.
Tuy vậy thịt cá hồi vốn mềm, ăn rất dễ ngán, thường được lấy làm phi lê cho các món nướng, chiên nên khi nấu canh hay lẩu người ta hay chọn phần đầu cá để nấu, bởi đầu cá hồi có sụn, ăn sựt sựt, dai dai, không ngán. Đầu cá hồi phổ biến nhất là nấu lẩu, nấu canh chua, sốt hoặc nướng, có nhiều người lại không thích ăn đầu cá hồi bởi sợ mùi tanh của nó Đầu cá hồi nấu măng chua, món canh đầu cá hồi nấu măng chua đơn giản ăn cùng bún hoặc cơm Đầu cá hồi nấu măng chua thơm ngon, bổ dưỡng, chỉ cần mua một đầu cá hồi cỡ vừa cùng hai lạng măng chua là có thể chế biến
Ngoài ra, Việt Nam cá hồi có giá hơi cao nên cũng hiếm khi nó xuất hiện trong bữa cơm gia đình. Tuy nhiên, đầu cá hồi cũng mang đầy đủ các chất dinh dưỡng như thịt cá hồi và lại đáp ứng được về vấn đề giá cả. Các siêu thị bán đầu cá hồi với giá phải chăng, một cái đầu cá khoảng 5 – 7 lạng, cần chọn những đầu cá nào có màu ánh bạc hơi xanh, thịt cá vẫn giữ nguyên màu hồng cam tự nhiên, nếu còn mắt thì mắt cá trong chứ không bị đục, cá hồi được nuôi ở vùng lạnh thì thịt cá thơm ngọt và béo ngậy hơn, màu vàng cũng đậm hơn cá nuôi.
Da cá hồi chiên giòn, lườn cá hồi tempura, cá hồi hun khói, gỏi cá hồi cuốn lá sung, lẩu và cháo cá hồi, Da cá hồi lăn bột chiên giòn, Cháo cá hồi tươi ngon, nước sánh, quyện với thịt cá hồi, gạo nếp và gạo tẻ cùng với đậu xanh, cho vị cá đậm, Món gỏi cá hồi là sự kết hợp với các loại lá mơ (tránh đau bụng), khế, dưa leo... cuốn bánh tráng, với bếp Tây và Nhật (cá hồi, chấm nước tương pha wasabi).

## Những nguy cơ
Tuy nhiên, cá hồi nuôi có thể chứa hàm lượng cao chất dioxin. Mức PCB có thể lên đến trong cá hồi nuôi cao hơn so với cá hồi hoang dã tám lần, nhưng vẫn còn thấp hơn nhiều so mức được coi là nguy hiểm. Tuy nhiên, theo một nghiên cứu được công bố trên Tạp chí của Hiệp hội Y khoa Mỹ 2006 đã cho biết những lợi ích của việc ăn cá hồi nuôi thậm chí vượt xa bất kỳ rủi ro bị áp đặt bởi các chất ô nhiễm Thịt cá hồi có thể chứa Anisakis tuyến trùng, ký sinh trùng gây bệnh Anisakiasis biển.
Trên thế giới, sản phẩm "Whiskey Cured and Oak Smoked Salmon". Cơ quan Tiêu chuẩn thực phẩm của Anh có thông báo Công ty Thủy sản Fine (Fine Seafood) của nước này đã tiến hành thu hồi sản phẩm thịt cá hồi hun khói được bao gói sẵn (trọng lượng 70g) mang tên "Whiskey Cured and Oak Smoked Salmon" do nhiễm Listeria monocytogenes ở mức cao. Cục quản lý Thực phẩm và Dược phẩm Mỹ (FDA) thông báo Công ty Eugene Oregeon, Inc. đã công bố tự nguyện thu hồi trên toàn quốc các lô sản phẩm thực phẩm chức năng African Black Ant, Black Ant, và Mojo Risen do có chứa sildenafil và tadalafil. Theo kết quả phân tích Labo của FDA đã kết luận, các sản phẩm trên có chứa một lượng chất sildenafil và tadalafil – các hoạt chất được FDA cho phép sử dụng trong các sản phẩm dược phẩm để chữa bệnh liên quan đến tình dục ở nam.
Vi khuẩn Listeria monocytogenes là vi sinh vật gây ngộ độc thực phẩm nguy hiểm, chúng có thể phát triển trong những điều kiện nhiệt độ (4 độ C) mà một số vi khuẩn không phát triển được. Vi khuẩn này có thể tìm thấy ở khắp mọi nơi nhất là những nơi đất ô nhiễm, rác thải, nước thải, thực phẩm nhiễm bẩn, sữa tươi và các sản phẩm chế biến từ sữa, thịt cá tươi sống và các sản phẩm của thịt cá, rau xanh.